# Neanias bezzii
Neanias bezzii är en insektsart som beskrevs av Griffini 1914. Neanias bezzii ingår i släktet Neanias och familjen Gryllacrididae.

## Underarter
Arten delas in i följande underarter:
- N. b. bezzii
- N. b. innominata